# Themus kabakovi
Themus kabakovi es una especie de coleóptero de la familia Cantharidae.

## Distribución geográfica
Habita en Afganistán.